# Pleurospermeae
Tribu
Les Pleurospermeae sont une tribu de plantes à fleurs de la sous-famille des Apioideae dans la famille des Apiaceae.

## Nom
La tribu des Pleurospermeae est décrite en 2000 par les botanistes Mark Francis Watson et Stephen R. Downie.

## Liste des genres
La tribu des Pleurospermeae comprend dix genres selon NCBI en 2020 :
- Aulacospermum
- Eleutherospermum
- Eremodaucus
- Hymenidium
- Kamelinia
- Korshinskya
- Physospermum
- Pleurospermum
- Pseudotrachydium
- Trachydium